# Ottmar Elliger
Ottmar Elliger (1633-1679) fue un pintor de flores del barroco flamenco. 
Según el Instituto de Historia del Arte de los Países Bajos, nació en Gotemburgo, pero Daniel Seghers lo formó en Amberes. Su primer trabajo fechado es de 1653. Está registrado en Copenhague en 1654, Ámsterdam en 1660 (donde se casó), Dordrecht en 1662 y Hamburgo en 1665. En 1670 se convirtió en pintor de la corte de Federico Guillermo de Brandeburgo en Berlín, donde permaneció. Su alumno holandés Hermanus Noordkerk comenzó su carrera como pintor decorativo en Ámsterdam, pero dejó la pintura para estudiar derecho en Leiden.
Según Houbraken, viajó desde Gotemburgo a Amberes para aprender con Daniel Seghers, quien se encontraba en el punto más alto de su fama en ese período. Su padre quiso que se convirtiera en maestro de idiomas, que al menos debió de haber tenido un éxito parcial, ya que viajó mucho.
Sus primeros trabajos en Amberes muestran  semejanza con el trabajo de Jacob Marrel, con quien parecía mantener correspondencia mientras Marrel estaba en Frankfurt.
Su hijo Ottmar Elliger el Joven u Ottmar Elliger II (1666-1735) también fue un artista. 